# Der Bulle von Tölz: Liebesleid
Liebesleid ist ein deutscher Fernsehfilm von Udo Witte aus dem Jahr 2005 nach einem Drehbuch von Andreas Föhr und Thomas Letocha. Es ist die 54. Folge der Krimiserie Der Bulle von Tölz mit Ottfried Fischer als Hauptdarsteller in der Rolle des Hauptkommissars Benno Berghammer. Die Erstausstrahlung erfolgte am 5. Oktober 2005 auf Sat.1.

## Handlung
Britta Aumüller, die Sekretärin des Bad Tölzer Bauunternehmers Lothar Zechl, will im Kommissariat einen Diebstahl zur Anzeige bringen. Polizeihauptmeister Anton Pfeiffer sucht in einem anderen Raum das nötige Formular und findet sie nach seiner Rückkehr röchelnd am Boden liegend. Wenig später stirbt sie. Gerichtsmediziner Dr. Robert Sprung stellt fest, dass das Opfer an einem exotischen Gift gestorben ist.
Die Ermittlungen führen die Hauptkommissare Benno Berghammer und Sabrina Lorenz zu einer Sex-Kommune, die Britta Aumüller zusammen mit dem Leiter Klaus Engelmann sowie Jane Kunze und Uschi Malkowitz bewohnte. Von ihnen ist weder zu erfahren, ob Frau Aumüller Feinde hatte noch was für einen Diebstahl sie melden wollte. Allerdings macht Frau Malkowitz keinen Hehl daraus, dass Frau Aumüller ihr ein Dorn im Auge war, weil sie seit ihrem Einzug vor fünf Jahren versucht hat, zur Nummer eins aufzusteigen. Engelmann hat live im Radio verkündet, er habe 100.000 Euro geerbt und verschenke sie an Bedürftige, doch über die Herkunft des Geldes will er keine Auskunft geben.
Als Benno Berghammer den Bauunternehmer Lothar Zechl über den Tod seiner Sekretärin informiert, kommt dessen Konkurrent Anton Rambold hereingestürmt, im Schlepptau seinen Berater Martin Engelmann, den Sohn von Klaus Engelmann. Rambold, dem ein Großauftrag zugunsten von Zechl durch die Lappen gegangen ist, vermutet Schmiergeldzahlungen an den Stadtrat, doch fehlen ihm die Beweise.
Kommissar Berghammer erfährt vom Schauspieler Wilfried Jonsen, dass er eine Affäre mit Britta Aumüller hatte und Klaus Engelmann impotent sei. Engelmann hält diese Liebschaft für absurd; er hätte aber kein Problem damit, sei es doch Teil des alternativen Lebensstils.
Martin Engelmann sagt über seinen Vater, er sei der größte Egomane, er habe ihn als Sohn nie wahrgenommen, er sei nicht einmal für ihn da gewesen, als seine Mutter gestorben sei. Er hoffe von ganzem Herzen, dass sein Vater diese Frau umgebracht habe und den Rest seiner Tage im Gefängnis verfaule.
Das Rätsel um die Anzeige wegen Diebstahls löst sich, als der stadtbekannte Hehler Udo Luckner im Kommissariat erscheint und behauptet, Uschi Malkowitz habe ihm den Schmuck von Britta Aumüller gegeben. Tatsächlich aber hat Sabrina Lorenz beobachtet, dass Jane Kunze es war, die Geld für ihre teuren Schminksachen braucht. Von Frau Kunze erfahren die Kommissare auch, dass Britta Aumüller die 100.000 Euro irgendwo beschafft hat, Klaus Engelmann aber nicht will, dass darüber gesprochen wird.
Es stellt sich heraus, dass der Schauspieler Jonsen nicht der Liebhaber von Britta Aumüller war, sondern lediglich sein Haus für ihre Schäferstündchen mit Martin Engelmann zur Verfügung gestellt hat. Anton Rambold fällt aus allen Wolken, als er erfährt, dass sein Assistent ein Verhältnis mit der Sekretärin seines schärfsten Konkurrenten hatte. Für ihn bestehen nun keine Zweifel mehr, dass Martin Engelmann die Angebotssumme an Zechl verraten hat.
Durch Zufall entdeckt Resi Berghammer in Klaus Engelmanns Küche ein Antipotenzmittel. Uschi Malkowitz hat es ihm jahrelang in den Kaffee gemischt, damit er auch mit Britta Aumüller keinen Sex mehr haben kann. Sie sagt, sie habe auf ihn gewartet und gehofft, er würde eines Tages ihr alleine gehören.
Die Kommissare fragen Klaus Engelmann, ob er vom Verhältnis zwischen Britta Aumüller und seinem Sohn gewusst habe, da reagiert er ungläubig. Zur Herkunft des Geldes meint er, Britta habe ihm gesagt, sie sei einem Bestechungsversuch bei der Vergabe eines Bauauftrages auf die Schliche gekommen. Das Geld sei eine Art moralischer Wiedergutmachung. Namen könne er keine nennen, er habe es nicht so genau wissen wollen.
Lothar Zechl trifft sich mit Martin Engelmann und hält ihm vor, er habe gleich mehrere Gründe gehabt, sie zu töten. Und dass Britta zu seinem Vater zurück wollte, habe ihm den Rest gegeben. Als Engelmann sich zu einem Geständnis hinreißen lässt, will er den Mitwisser loswerden, indem er ihn mit vorgehaltener Waffe zwingt, sich aus einem Fenster zu stürzen. Die herbeigerufenen Kommissare können Martin Engelmann schließlich zur Aufgabe bewegen.

## Hintergrund
Die Dreharbeiten wurden in Bad Tölz und Lenggries durchgeführt; als Schauplatz für die „Pension Resi“ diente das Hollerhaus Irschenhausen.

## Kritik
Die Programmzeitschrift TV Spielfilm schreibt: „Amüsant: Carrière parodiert offenbar APO-Veteran Rainer Langhans.“ Fazit: „Bulle unter Hippies: einer der besseren Fälle.“